# American Bandstand
American Bandstand — американская музыкальная телепередача. Шла в разных версиях с 1952 по 1989 годы. На телешоу выступали музыканты с самыми популярными на тот момент в хит-парадах песнями. С 1956 года до последнего сезона передачу вёл Дик Кларк; также он выступал в роли продюсера.